# 丸岡悟
丸岡 悟（まるおか さとる、1997年12月6日 - ）は、徳島県徳島市出身のプロサッカー選手。ポジションはディフェンダー、ミッドフィールダー。
兄はプロサッカー選手の丸岡満。

## 来歴
セレッソ大阪U-18出身で近畿大学から、2020年にヴァンラーレ八戸に加入。
抜群な技術と左足からのシュート力を武器に1年目からポジションを掴むと、リーグ戦29試合に出場して1ゴールを記録。
しかし、2年目以降出番が減少し、2022年は開幕からベンチ入りすらできない時期が続き、11月16日に2023シーズンの契約を更新しないことが発表された。
2023年1月11日、同じ青森県内のクラブであるラインメール青森への移籍が発表された。しかし出場機会がないままこの年で青森を退団。
2024年2月27日、北海道十勝スカイアースへの移籍が発表された。

## 所属クラブ
- 川内北SSS[4]
- 2010年 - 2012年 徳島市立川内中学校[4]
- 2013年 - 2015年 セレッソ大阪U-18
- 2016年 - 2019年 近畿大学
- 2020年 - 2022年  ヴァンラーレ八戸
- 2023年  ラインメール青森
- 2024年 -  北海道十勝スカイアース

## 個人成績
| 国内大会個人成績 | 国内大会個人成績 | 国内大会個人成績 | 国内大会個人成績 | 国内大会個人成績 | 国内大会個人成績 | 国内大会個人成績 | 国内大会個人成績 | 国内大会個人成績 | 国内大会個人成績 | 国内大会個人成績 | 国内大会個人成績 |
| 年度             | クラブ           | 背番号           | リーグ           | リーグ戦         | リーグ戦         | リーグ杯         | リーグ杯         | オープン杯       | オープン杯       | 期間通算         | 期間通算         |
| 年度             | クラブ           | 背番号           | リーグ           | 出場             | 得点             | 出場             | 得点             | 出場             | 得点             | 出場             | 得点             |
| 日本             | 日本             | 日本             | 日本             | リーグ戦         | リーグ戦         | リーグ杯         | リーグ杯         | 天皇杯           | 天皇杯           | 期間通算         | 期間通算         |
| ---------------- | ---------------- | ---------------- | ---------------- | ---------------- | ---------------- | ---------------- | ---------------- | ---------------- | ---------------- | ---------------- | ---------------- |
| 2020             | 八戸             | 13               | J3               | 29               | 1                | -                | -                | -                | -                | 29               | 1                |
| 2021             | 八戸             | 13               | J3               | 18               | 2                | -                | -                | 2                | 0                | 20               | 2                |
| 2022             | 八戸             | 13               | J3               | 3                | 1                | -                | -                | 0                | 0                | 3                | 1                |
| 2023             | 青森             | 13               | JFL              | 0                | 0                | -                | -                | -                | -                | 0                | 0                |
| 2024             | 十勝             | 66               | 北海道           |                  |                  | -                | -                |                  |                  |                  |                  |
| 通算             | 日本             | 日本             | J3               | 50               | 4                | -                | -                | 2                | 0                | 52               | 4                |
| 通算             | 日本             | 日本             | JFL              | 0                | 0                | -                | -                | -                | -                | 0                | 0                |
| 通算             | 日本             | 日本             | 北海道           |                  |                  | -                | -                |                  |                  |                  |                  |
| 総通算           | 総通算           | 総通算           | 総通算           | 50               | 4                | -                | -                | 2                | 0                | 52               | 4                |

- Jリーグ初出場 - 2020年6月27日 J3第1節 福島ユナイテッドFC戦(とうほう・みんなのスタジアム)[10]
- Jリーグ初得点 - 2020年7月29日 J3第7節 AC長野パルセイロ戦(プライフーズスタジアム)[11]

## 選抜歴
- 2018年 関西大学選抜
- 2019年 関西大学選抜